# Кобилянські гербу Сас
Кобилянські — український шляхетський рід.

## Походження
Родина Кобилянських гербу Сас походить з с. Кобло Самбірського повіту. Першими відомими представниками родини були дрібні руські шляхтичі Коблянські з Перемишльського повіту. Одних з них Василь Коблянський в 60-х роках XVII ст. переселився в Галицький повіт, де ймовірно став священником в с. Микитинцях. Саме там прізвище трансформувалось в Кобилянський, а посаду священика успадковували його нащадки до 80-х років XVIII ст.
Першим відомим предком Ольги Кобилянської був її дід Яків Кобилянський. Саме з його легковажної руки шляхетські документи не були нотаріально підтверджені, бо той вважав, що синові Юліану буде достатньо для заробітку його розумної голови. Це мало згодом великий вплив на долю письменниці.

## Нащадки

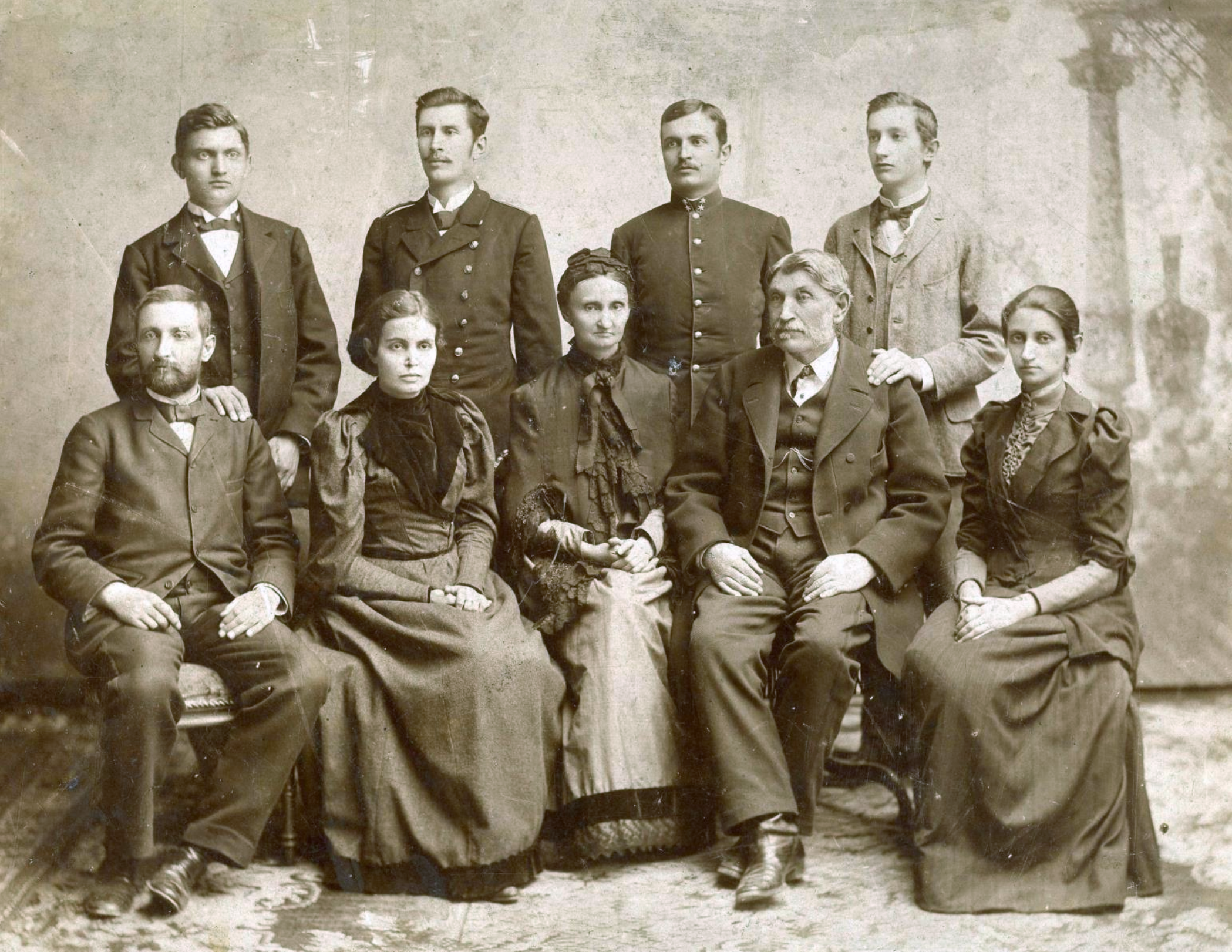
Родина Кобилянських. Стоять (ліворуч-праворуч): Олександр, Юліан, Степан, Володимир. Сидять (ліворуч-праворуч): Максиміліан, Євгенія, Марія (мати), Юліан (батько), Ольга. Травень 1894 р.

- Яків Кобилянський (*? — †після 1826)
  - Юліан Якович (*1826 — †1912) — секретар повітового суду містечка Гура-Гумора ∞ Марія Йосипівна з Вернерів Кобилянська (*1837 — †1906)
    - Максиміліан Юліанович (*1858 — †1922)
    - Юліан Юліанович (*1859 — †1922)
    - Степан Юліанович (*1863 — †1942)
    - Ольга Юліанівна (*1866 — †1942)
    - Олександр Юліанович (*1875 — †1933) — прокурор в Заставні ∞ Віргінія Лукасевич (*? — †?)
      - Галина-Олена Олександрівна (*? — †?) — прийомна донька Ольги Кобилянської. Мати українського вченого Олега Панчука[4]

    - Євгенія Юліанівна (*1861 — †1917)
    - Володимир Юліанович (*1877 — †1909)